# 今泉 (北秋田市)
今泉（いまいずみ）は、秋田県北秋田市鷹巣地域にある大字。郵便番号は018-3343。

## 地理
北秋田市の北部西端に位置する。南に郵便局・公民館・薬師山スキー場があり、東西に奥羽本線と国道7号が通り、米代川が流れ、南に向かって秋田県道325号大館能代空港西線が走る。北は大部分が山地である。
北は藤里町大沢杢ケ沢、東は前山、南は能代市二ツ井町麻生と坊沢、西は能代市二ツ井町小繋と隣接する。

### 河川
- 米代川

### 小字
- 一ノ渡 イチノワタリ
- 今泉 イマイズミ
- 上野 ウワノ
- 大堤下 オオヅツミシタ
- 大堤岱 オオヅツミタイ
- 大堤脇 オオヅツミワキ
- 上悪戸 カミアクド
- 龍ケ鼻 タツガハナ
- 鳥越 トリゴエ
- 中台 ナカダイ
- 南部沢 ナンブザワ
- 根立場 ネタテバ

## 歴史

### 沿革
- 1889年（明治22年）4月1日 - 町村制の施行により、黒沢村、前山村、今泉村、小繋村、麻生村の区域をもって七座村が発足。
- 1955年（昭和30年）4月1日 - 鷹巣町・栄村・坊沢村・沢口村と合併し、新鷹巣町が発足。同日七座村廃止。

## 世帯数と人口
2020年（令和2年）10月1日現在の世帯数と人口は以下の通りである。
| 大字 | 世帯数  | 人口  | 人口  | 人口  |
| 大字 | 世帯数  | 男    | 女    | 計    |
| ---- | ------- | ----- | ----- | ----- |
| 今泉 | 112世帯 | 125人 | 157人 | 282人 |

### 世帯数と人口の変遷
国勢調査による世帯数と人口の推移。
| 1995年（平成07年）   | 148世帯 |  |  | 500人 |  |  |
| 2000年（平成12年）   | 149世帯 |  |  | 492人 |  |  |
| 2005年（平成17年）   | 144世帯 |  |  | 433人 |  |  |
| 2010年（平成22年）   | 136世帯 |  |  | 386人 |  |  |
| 2015年（平成27年）   | 125世帯 |  |  | 334人 |  |  |
| 2020年（令和02年）） | 112世帯 |  |  | 282人 |  |  |

## 小・中学校の学区
市立小・中学校に通う場合、学区は以下の通りとなる。
| 小字 | 小学校               | 中学校               |
| ---- | -------------------- | -------------------- |
| 全域 | 北秋田市立鷹巣小学校 | 北秋田市立鷹巣中学校 |

## 交通

### 鉄道
- 最寄り駅は、前山にある東日本旅客鉄道奥羽本線 前山駅

### 道路

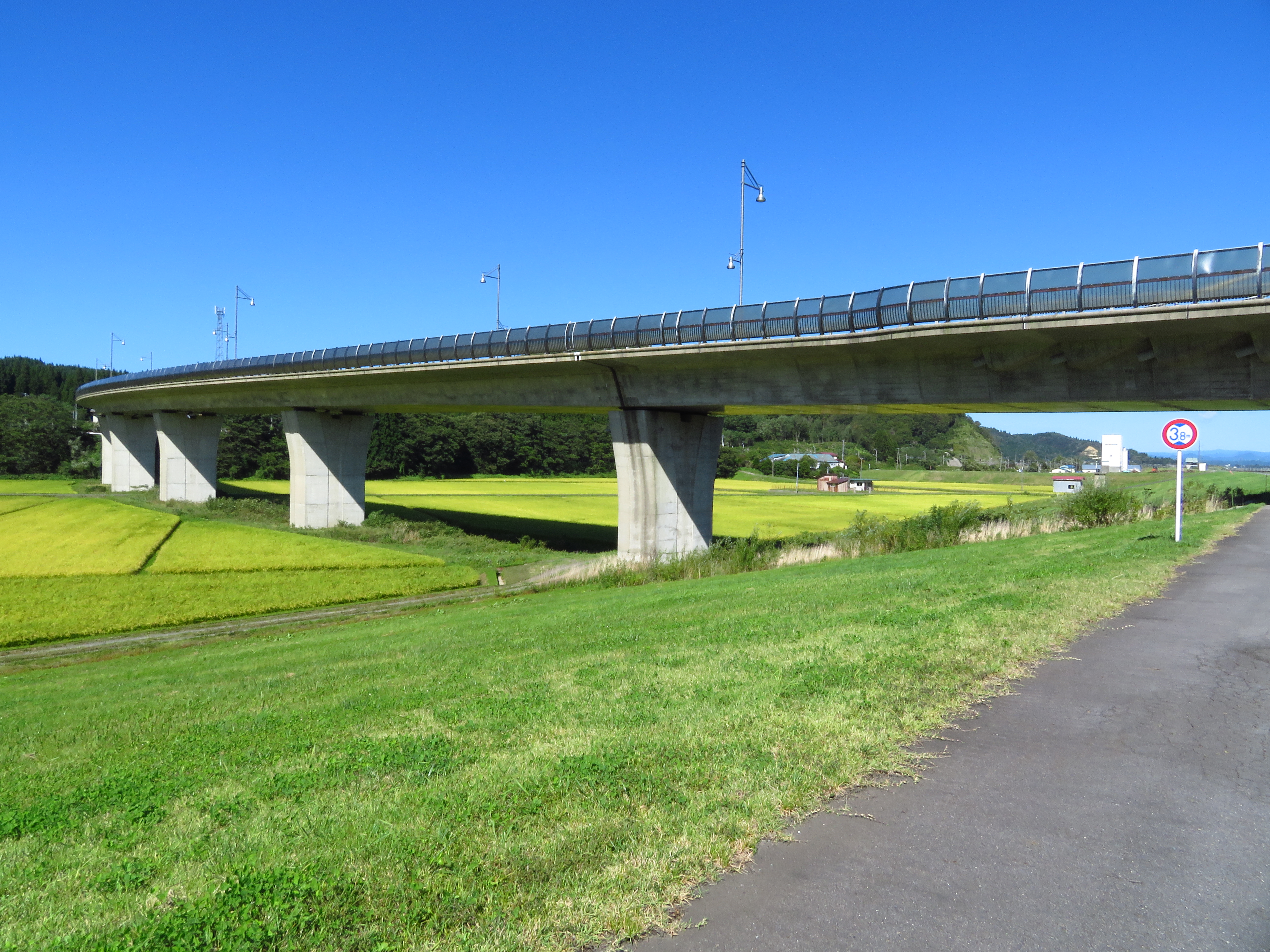
県道325号大館能代空港西線
今泉高架橋

- E7 秋田自動車道
  - 今泉IC（仮称）2025年度開通予定
- 国道7号
- 秋田県道325号大館能代空港西線
  - 今泉高架橋
  - 今泉跨線橋

### バス
当地域を秋北バスが運行する。
- 七座・薬師山スキー場線 - 鷹巣駅前・イオンタウン鷹巣方面

## 施設

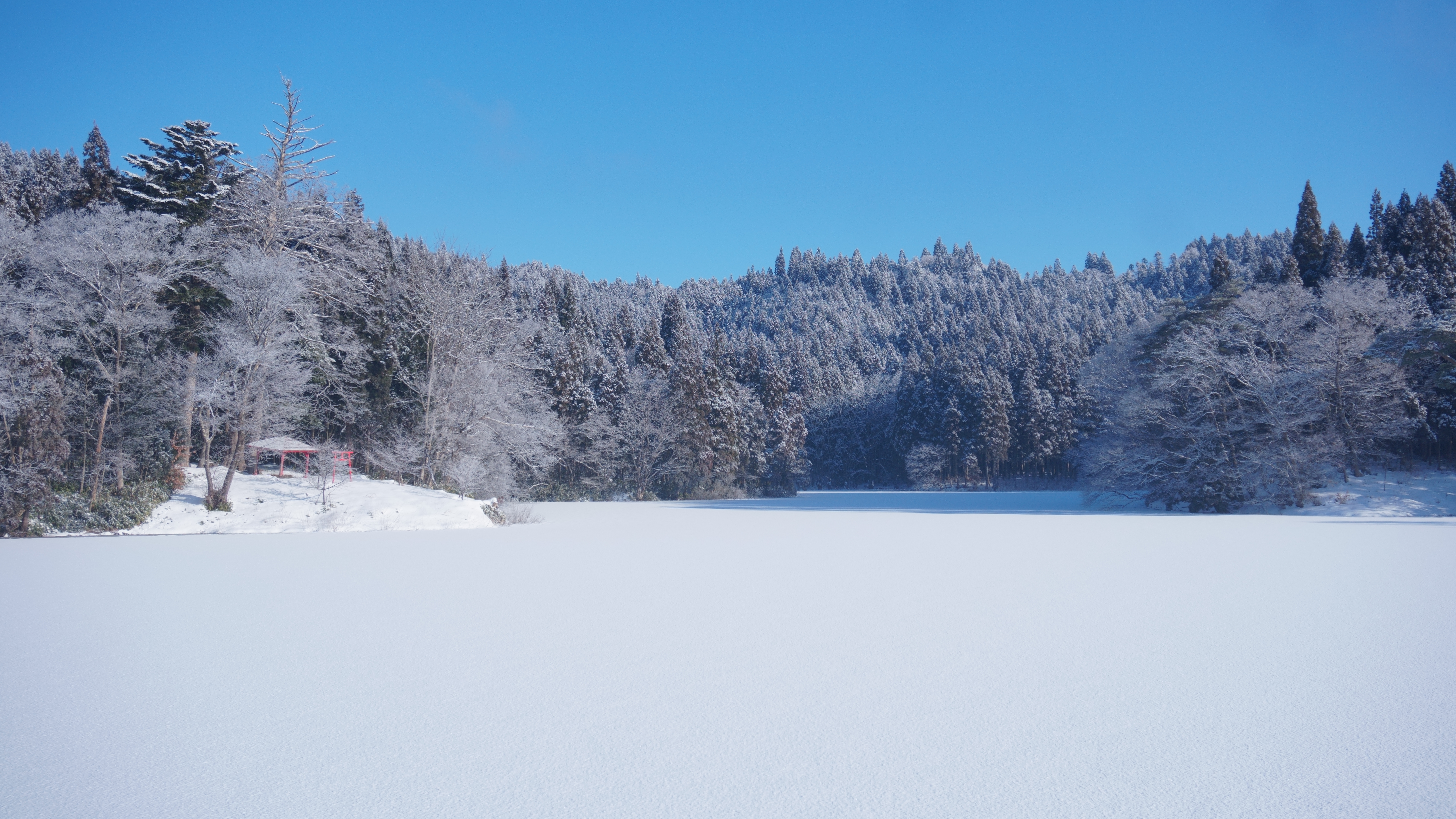
今泉大堤

- 七座郵便局
- 七座公民館
- 薬師山スキー場
- 今泉大堤（県緑地環境保全地域）